# David Azulai
David Azulai (Hebreeuws: דוד אזולאי) (Meknes, 5 mei 1954 — Haifa, 30 oktober 2018) was een Israëlische politicus voor Shas in de 20e Knesset en tevens 23e Minister van Religieuze Zaken in het 4e kabinet van Netanyahu als opvolger van Naftali Bennett.
Azulai was in 2000/2001 voorzitter van de commissie Binnenlandse Zaken. Daarnaast was hij in diezelfde periode toegewezen aan het hoofd van een commissie met betrekking tot de status van de Falasha's, de joodse gemeenschap in Ethiopië.

## Persoonlijk
Azulai is geboren in Meknes en maakte in 1963 alija naar Israël en woonde lange tijd in Akko. Op 30 oktober 2018 overleed Azulai aan de gevolgen van kanker.